# Yang Zhengguang
Dans ce nom chinois, le nom de famille, Yang, précède le nom personnel.
Yang Zhengguang (chinois simplifié : 杨争光 ; chinois traditionnel : 楊爭光 ; pinyin : yáng zhēngguāng), né en 1957 dans le Shaanxi, est un écrivain chinois originaire du xian de Qian, situé à l'est de Xi'an, autrefois capitale de la dynastie Tang sous le nom de Chang'an. Localisée au cœur de la province du Shaanxi, cette contrée est célèbre entre autres pour ses tombeaux impériaux tel celui de l'impératrice Wu Zetian (624 — 705).
Signifiant « faire l'honneur de », le prénom de l'auteur éveille des résonances rurales. Ses parents lui l'ont attribué en espérant qu'il fasse honneur à sa famille. C'est ce qu'il fit. En 1982, fraîchement diplômé du département de littérature chinoise de l'université du Shandong, Yang Zhengguang trouve un emploi à la Conférence consultative politique du peuple chinois (CCPPC) de la ville de Tianjin.
Quatre années plus tard, nous le retrouvons dans un petit village du nord du Shaanxi à écrire des poèmes. La vie paysanne devient l'objet de sa remise en question et influence son œuvre jusqu'à aujourd'hui. Ce séjour le conduira à l'écriture romanesque. Les années suivantes, il écrit des nouvelles rassemblées dans un premier recueil publié sous le titre de Poussière jaune (黄尘, huáng chén).
Dès la fin de l'année 1989, il travaille comme scénariste pour les studios de cinéma de Xi'an. En deux ans, il écrit sept scénarios dont deux seront tournés. Sorti sur les écrans chinois en 1990, le film Double étendard (chinois : 双期镇刀客 ; pinyin : shuāng qī zhèn dāokè) recevra le grand prix d'un festival japonais du film d'aventure et de fiction.
En 1998, la série télévisée Au bord de l'eau (série) (en) (水浒传 / 水滸傳, Shuǐ hǔ Zhuàn), adaptation du célèbre roman homonyme, connaît un réel succès commercial. Signant la réécriture de ce grand classique de la littérature chinoise, il est dorénavant reconnu du grand public.
Tout au long des années 1990, il narre de nombreuses chroniques villageoises tels Paysage noir (黑风景, hēi fēngjǐng), Liu Falang ou encore Mon cher ennemi (老旦是一棵树, lǎo dàn shì yī kē shù). Le point de départ de cette littérature est de se raconter au travers du pays natal et par une approche critique sur le monde rural. L'ennui, l'égoïsme, l'ignorance, l'étroitesse d'esprit, la haine, les conflits et les violences paysannes ont détruit la soi-disant illusion d'un peuple sain en dévoilant une racine noire profondément enfouie.
Au regard de l'œuvre, la critique a accolé toutes sortes d'étiquettes à Yang Zhengguang, de la quête des racines culturelles à l'avant-gardisme en passant par le néo-réalisme. Quant à l'auteur, il affirme n'appartenir à aucun courant.
En 2000, la municipalité de Shenzhen l'investit de la fonction de vice-président de l'Association des écrivains de la zone économique spéciale.
En 2003, dans le troisième numéro du magazine littéraire chinois « Récoltes » (Shouhuo), paraît le roman Cong liang ge jidan kaishi (《从两个蛋开始》, « Cela a commencé avec deux œufs »), un roman relevant à la fois de la chronique individuelle et du tableau d'époque.
À la rentrée littéraire 2007, les éditions Bleu de Chine publient la traduction de Lao Dan shi yi ke shu sous le titre de « Mon cher ennemi » traduit du chinois par Raymond Rocher et Chen Xiangrong et Chen Xiangrong, Bleu de Chine, 2007.